# مطار النهود
مطار النهود (إياتا: NUD، ايكاو: HSNH) هو مهبط طائرات يخدم بلدة النهود في السودان. يحتوي المدرج على مساكن تتعدى حدوده، ويخضع لحركة مرور السيارات.